# Robert Batty
Robert Batty, MD (14 décembre 1763 Kirkby Lonsdale, Westmorland - 16 novembre 1849 Fairlight Lodge, Hastings, East Sussex), est un médecin anglais.

## Biographie
Batty est né à Kirkby Lonsdale, Westmoreland. Il obtient son diplôme de médecine à l'université de St. Andrews le 30 août 1797, peu de temps après, il s'installe à Londres comme médecin obstétricien. Le 30 septembre 1800, il est admis au Collège des médecins, licencié en sage-femme et le 22 décembre 1806 licencié du collège. Il est médecin à l'hôpital Lying-in, Brownlow Street, et pendant quelques années est rédacteur en chef du «Medical and Physical Journal». Comme son fils, le colonel Robert Batty, il est depuis longtemps connu comme un artiste amateur.
Sa fille, Elizabeth (1791–1875), est mariée à Philip Martineau, maître en chancellerie. Leur fils est le peintre anglais Robert Braithwaite Martineau (1826–1869) .
Il passe ses dernières années au Fairlight Lodge, Hastings, où il meurt le 16 novembre 1849 à l'âge de quatre-vingt-six ans. Son portrait par Dance est gravé par Daniell.